# Agent Cody Banks
Agent Cody Banks is een Amerikaanse film uit 2003 onder regie van Harald Zwart.

## Verhaal
Cody Banks lijkt op het eerste gezicht een normale, klein beetje sullige, tiener. Maar hij is werkelijk een CIA-agent die deel uitmaakt van een speciale tak van tiener-agenten. Hij krijgt hulp van begeleider Ronica Miles en ook beschikt Cody over de nieuwste snufjes. Zijn eerste missie is bevriend raken met Natalie Connors, de dochter van een uitvinder die de slechterik in dit verhaal helpt. Maar helaas kan Cody absoluut niet omgaan met meisjes.

## Rolverdeling
| Acteur            | Personage       |
| ----------------- | --------------- |
| Frankie Muniz     | Cody Banks      |
| Hilary Duff       | Natalie Connors |
| Angie Harmon      | Ronica Miles    |
| Cynthia Stevenson | Mevrouw Banks   |
| Daniel Roebuck    | Meneer Banks    |
| Ian McShane       | Brinkman        |
| Arnold Vosloo     | François Molay  |
| Martin Donovan    | Dr. Connors     |